# Kuching (bahagian)
Kuching (Bahagian Kuching) is een deelgebied (bahagian) van de deelstaat Sarawak op Borneo in Maleisië.
Het heeft een oppervlakte van 4.559,5 km² en een inwonersaantal van circa 606.000 (2000).

## Bestuurlijke indeling
De bahagian Kuching is onderverdeeld in drie districten (daerah):
- Kuching
- Bau
- Lundu

## Geografie

### Steden
Steden zijn onder andere: Kuching, Bau, en Lundu.

## Bezienswaardigheden
- Nationaal Park Bako

Betong · Bintulu · Kapit · Kuching · Limbang · Miri · Mukah · Samarahan · Sarikei · Sibu · Sri Aman